# Szczęśliwice

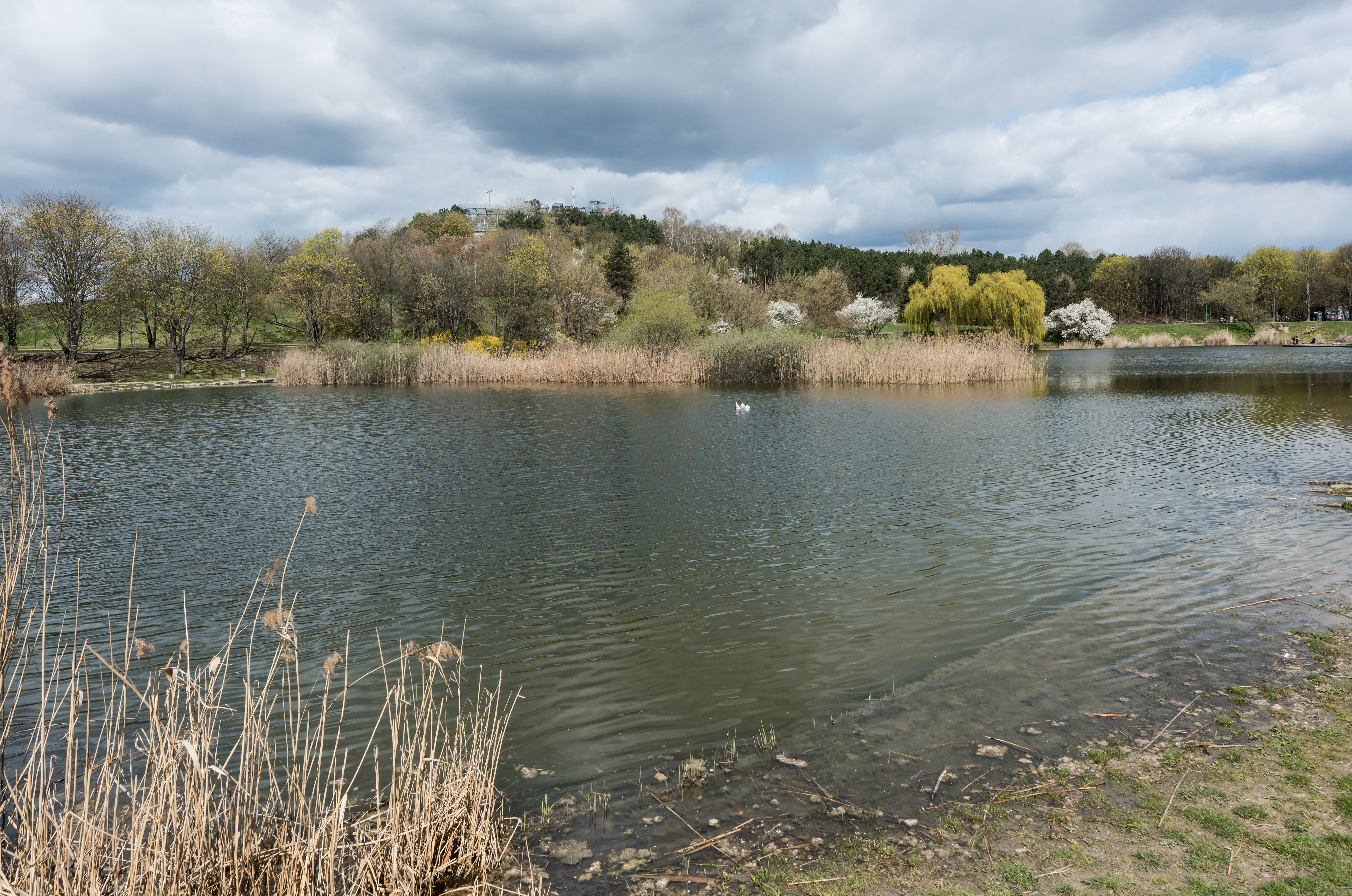
Park Szczęśliwicki

Szczęśliwice (hist. Stenclewice) – dawna wieś, obecnie osiedle i obszar MSI w dzielnicy Ochota w Warszawie.

## Nazwa
Nazwa pochodzi od wsi Stenclewice, która w XVI wieku należała do rodziny Wierzbowów-Stanclewskich lub Stenclewskich, potomków Gotarda z Rakowa.

## Położenie
W Miejskim Systemie Informacji (MSI) granicami Szczęśliwic są:
- ul. Grójecka od wschodu,
- ul. Bitwy Warszawskiej 1920 r. od północy,
- linia kolejowa nr 47 (Warszawska Kolej Dojazdowa) od północnego zachodu,
- linia kolejowa Warszawa-Radom od południa[5].

Obszar ten niezupełnie odpowiada historycznemu zasięgowi wsi Szczęśliwice, a znaczna jego część – na wschód od obecnego Parku Szczęśliwickiego i północ od zachodniej części ulicy Opaczewskiej należała do innych wsi, głównie Rakowca, w mniejszym stopniu Czystego. Jednocześnie związane w przeszłości ze Szczęśliwicami Budki Szczęśliwickie i obszar pomiędzy linią kolejową a ulicą Bakalarską (okolice dawnego fragmentu ulicy Włodarzewskiej) leżą na terenie Włoch. Ten ostatni rejon w systemie MSI również miał nosić nazwę Szczęśliwice, ale w celu uniknięcia dublowania nazw przyjęto nazwę Raków, choć w dokładniejszym podziale Włoch na obszary funkcjonuje nazwa Raków-Szczęśliwice.
W różnego typu rejonizacji, obszar Szczęśliwic bywa niejednorodny. Przykładowo, w wyborach samorządowych okręgi wyborcze nie pokrywają się z granicami historycznymi ani z granicami obszarów MSI. Obszar Szczęśliwic leży na obszarze planów zagospodarowania przestrzennego: Szczęśliwice Północne, Szczęśliwice Południowe, rejon ulicy Opaczewskiej (obejmujący również część Rakowca) i rejon alei Bohaterów Września. Okolice Ronda Zesłańców Syberyjskich obejmuje plan dla obszaru Czyste – rejon Dworca Zachodniego, a część dawnych Szczęśliwic – rejon Wiktoryn.

## Środowisko naturalne
Szczęśliwice leżą na Równinie Warszawskiej. Rzeźba terenu jest w znacznym stopniu przekształcona przez różnego typu wykopy i nasypy komunikacyjne, a także wyrobiska gliny. Na obszarze Szczęśliwic znajduje się sztuczne wzniesienie – Górka Szczęśliwicka, najwyższy punkt usypiska materiałów pochodzących z odgruzowania Warszawy po zniszczeniach wojennych. Przekształcenie terenu sprawia, że obecnie brak jest naturalnych wód powierzchniowych. Większe zbiorniki wodne to Glinianki Szczęśliwickie (5,9467 ha) i Fosa Szczęśliwicka (1,0534 ha). Obszar znajduje się w zlewni Potoku Służewieckiego, którego górny odcinek niegdyś płynął przez Szczęśliwice, ale później zanikł, a częściowo został skanalizowany. Z kolei w drugą stronę płynął źródłowy odcinek Drny. Doliny obu rzek leżały w zagłębieniu będącym pozostałością po eemskim Jeziorze Żoliborskim. Jeziorzysko (rynna) wypełnione jest osadami i biegnie południkowo przez Szczęśliwice. Pierwsza warstwa wodonośna znajduje się ok. 10 m pod ziemią i ma napięte zwierciadło.

## Historia

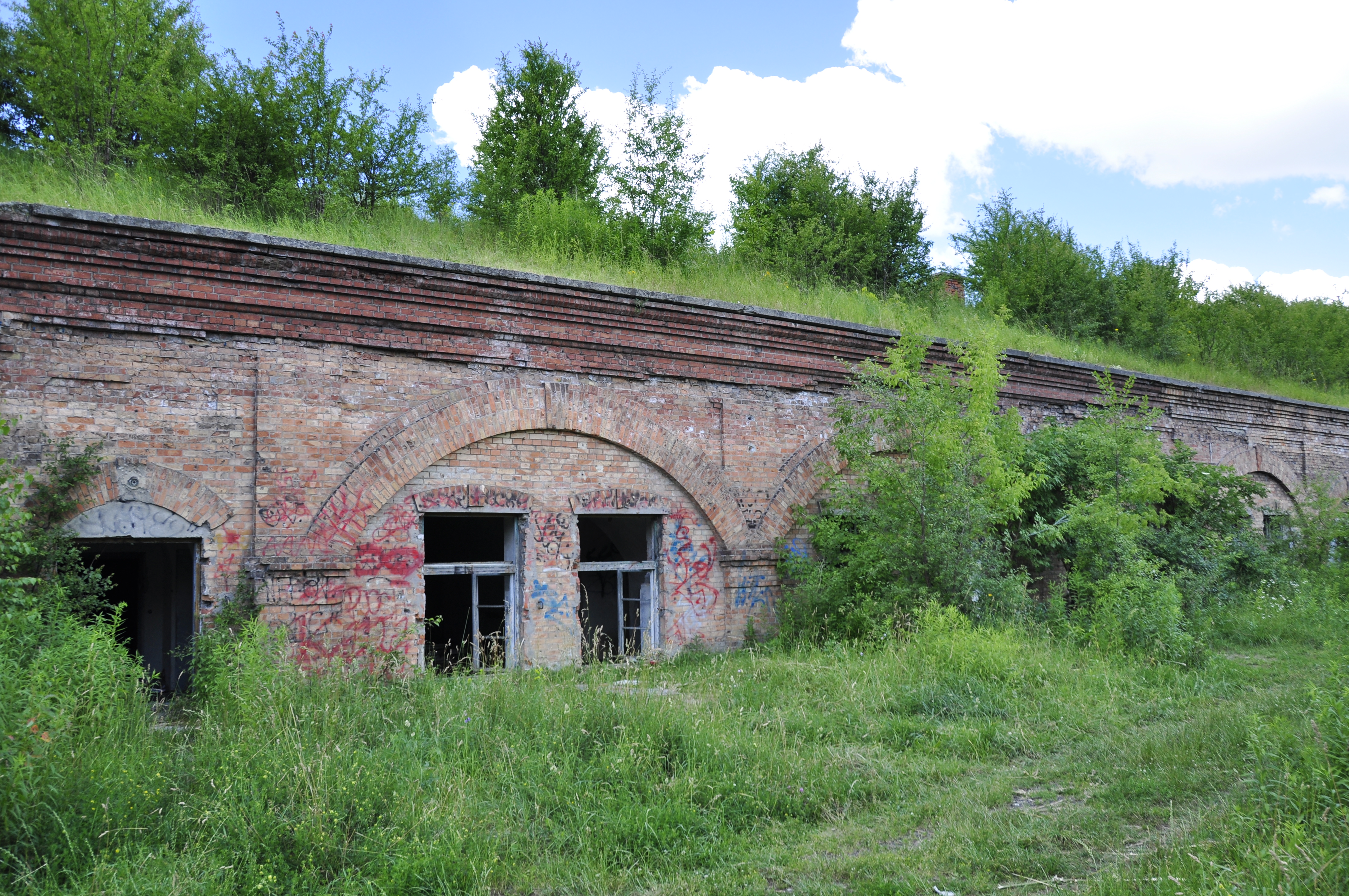
Pozostałości fortu Szczęśliwice

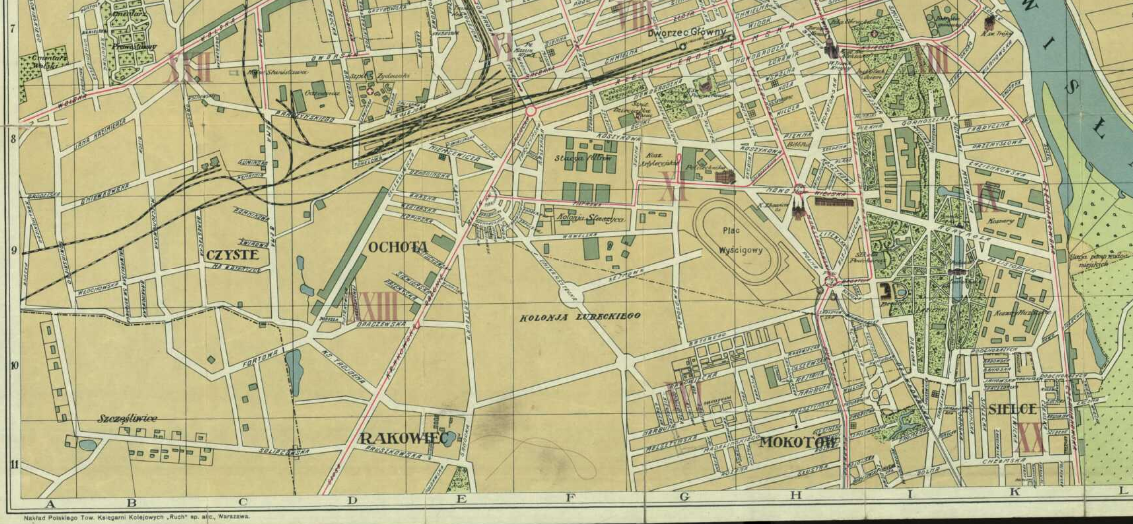
Wycinek z międzywojennego planu Warszawy obejmujący Szczęśliwice, a także zaliczone później do Szczęśliwic fragmenty Czystego, Ochoty i Rakowca

Wieś Stenclewice powstała w XV lub XVI w. W 1580 roku, znana także jako Stanclewicze, była wsią szlachecką położoną w powiecie warszawskim ziemi warszawskiej województwa mazowieckiego. Do folwarku Stenclewskich pod koniec XVI w. należały 4 zagrody i 3 łany ziemi. W tym czasie wieś leżała nad Sadurką, której pozostałością po zmianach hydrologicznych jest Potok Służewiecki i staw Sadurka, jak również Glinianki Szczęśliwickie. W XVII w. wieś przeszła na własność kanclerza wielkiego koronnego i prymasa Andrzeja Leszczyńskiego i wojewody mazowieckiego Stanisława Warszyckiego. W 1827 roku wieś liczyła 7 domów i 54 mieszkańców. Wieś, leżąc pod granicami Warszawy (w ówczesnych miarach – 5 wiorst), była niszczona podczas walk o nią, m.in. w trakcie insurekcji kościuszkowskiej. Następnie na północnym krańcu Szczęśliwic znajdowała się Reduta nr 54, zwana Redutą Ordona, ze względu na opisujący ją poemat Mickiewicza, zniszczona podczas szturmu Warszawy w 1831 r. Potem, w latach 80. XIX w. w pobliżu wybudowano Fort Szczęśliwice, będący elementem rosyjskiego założenia Twierdzy Warszawa. W tym czasie na Szczęśliwicach istniały wyrobiska gliny i cegielnie braci Oppenheimów oraz zakłady ogrodnicze Wilmana. Choć fort pełnił krótko swoją zasadniczą funkcję, jego istnienie, a zwłaszcza konieczność łatwego kontaktu z kolejnym umocnieniem na Rakowcu, jak również potrzeby pozyskiwania gliny do cegielni, wykluczały regularną i trwałą zabudowę wsi. Więcej domów powstało wzdłuż drogi na południowy zachód od pierścienia umocnień, której śladem następnie została ulica Włodarzewska, a na jej krańcach powstały zaniedbane Budki Szczęśliwickie. W 1900 r. na Szczęśliwicach odkryto ślady prehistorycznego osadnictwa. Był to wyposażony w narzędzia grób z około 3500–3000 r. p.n.e. (kultura pucharów lejkowatych). Pod koniec XIX w. wieś i osada przycegielniana miały zmienną liczbę ludności, zależną od możliwości zatrudnienia w miejscowych zakładach. Funkcjonowała w niej szkoła początkowa ogólna. Szczęśliwice i Rakowiec należały wówczas do gminy Pruszków, a jej wierni katoliccy do parafii służewskiej. Rakowiec już w 1916 roku został włączony do Warszawy, od 1917 roku do jej XXIII Komisariatu, przy czym do tej wsi należały wówczas znaczne tereny dzisiejszego obszaru MSI Szczęśliwice.
W dwudziestoleciu międzywojennym Szczęśliwice wchodziły w skład gminy Skorosze. Liczyły wówczas kilkuset mieszkańców, w dużej mierze zajmujących się ogrodnictwem lub cegielnictwem. W tym czasie pełniły już rolę przedmieść Warszawy – mieszkańcy Szczęśliwic pracowali w metropolii, a mieszkańcy Warszawy korzystali rekreacyjnie z glinianek szczęśliwickich. Na otwartych przestrzeniach Szczęśliwic od czasu do czasu stacjonowały również tabory cygańskie. Na krańcu Szczęśliwic, przy linii kolejowej nr 1 w 1929 r. wybudowano stację postojową Szczęśliwice. Już wcześniej, w 1927 r. otwarto stację EKD Szczęśliwice (później Warszawa Szczęśliwice) oraz Stadion. Nazwa drugiej stacji nawiązywała do budowy stadionu o standardzie olimpijskim na terenie fortu, którą zaniechano na rzecz budowy Stadionu Wojska Polskiego na Ujazdowie, budując strzelnicę bractwa kurkowego. Równocześnie we włączonej już do Warszawy części późniejszych Szczęśliwic rozwijał się region ulicy Opaczewskiej. Na skrzyżowaniu z ul. Szczęśliwicką powstała stacja EKD Granica Miasta, a w latach 1928–1930 naprzeciwko wlotu ulicy Piotrkowskiej wybudowano zajezdnię tramwajową „Rakowiec”. W 1935 roku podczas wydobywania gliny na terenie Szczęśliwic znaleziono zęby kopalnego nosorożca Mercka. Niedługo przed wybuchem II wojny światowej sołectwo Szczęśliwice włączono do nowo tworzonej gminy Okęcie. Wojna przyniosła kolejne zniszczenia wsi, a szczególnie duże straty doznały okolice ulicy Opaczewskiej, która była punktem oporu podczas obrony Warszawy. Następnie zaś fragment włączony już do miasta doświadczył Rzezi Ochoty.
Po wojnie rozebrano szczątki zajezdni tramwajowej, a ówczesny Rakowiec włączono do dzielnicy Warszawa-Zachód. Na tereny przy granicy Warszawy i Szczęśliwic zwożono odpady, formując z nich usypiskową górkę. Glinianki przekształcono w staw rekreacyjny, a na obszarze tym utworzono w 1961 roku Park Szczęśliwicki. W roku 1951 gmina Okęcie została włączona do Warszawy jako część nowo powoływanej dzielnicy Ochota. W 1954 r. zmieniono nazwę głównej ulicy tradycyjnie ujmowanych Szczęśliwic z Solipsowskiej na Włodarzewską. W latach 50. XX w. pomiędzy ulicami Pawińskiego i Bohaterów Września zgodnie z projektem Bohdana Pniewskiego przewidywano budowę socrealistycznego osiedla Ochota II (osiedle Ochota I znajduje się po północnej stronie ulicy Bitwy Warszawskiej 1920 r.) dla 43 000 mieszkańców. Na rogu ul. Grójeckiej i Dickensa miał stanąć wieżowiec stanowiący najwyższy punkt osiedla, a naprzeciwko niego (na terenie obecnego obszaru MSI Rakowiec) zaprojektowano centralny plac osiedla, podczas gdy jeszcze dalej na wschód miało powstać monumentalne centrum społeczno-kulturalne (teatr i dom społeczny). Osiedle to miało być zachodnią bramą Warszawy, a głównymi osiami miały być ulice Grójecka i Dickensa. Prace budowlane rozpoczęte w połowie lat 50. szybko przerwano, wznosząc tylko nieliczne budynki, a w zamian w latach 60. wybudowano prefabrykowane bloki osiedla Szosa Krakowska dla 25 000 mieszkańców (projekt: Bohdan Pniewski, Leszek Kołacz i Witold Parczewski). Następnie w rejonie Szczęśliwic powstało wiele mniejszych osiedli mieszkaniowych. W tym czasie przemianowano Elektryczne Koleje Dojazdowe na Warszawską Kolej Dojazdową, zmieniając również ochocki przebieg jej trasy na zbliżony do głównej linii kolejowej. Tory starego odcinka prowadzące ul. Drawską rozebrano w latach 1975–1976. W 1999 roku przy ul. Włodarzewskiej 54 rozpoczęto budowę kościoła św. Grzegorza Wielkiego, w którym rok później erygowano parafię obejmującą historyczny obszar Szczęśliwic. Na początku lat 90. XX w. w planach zagospodarowania terenu przewidziano, że rejon Alej Jerozolimskich będzie jednocześnie pasem napowietrzającym i obszarem inwestycyjnym. Rozwój inwestycji sprawił, że ta pierwsza funkcja znacząco osłabła. Część osiedli powstałych na początku XXI w. bywa określana jako elitarne.

## Urbanistyka

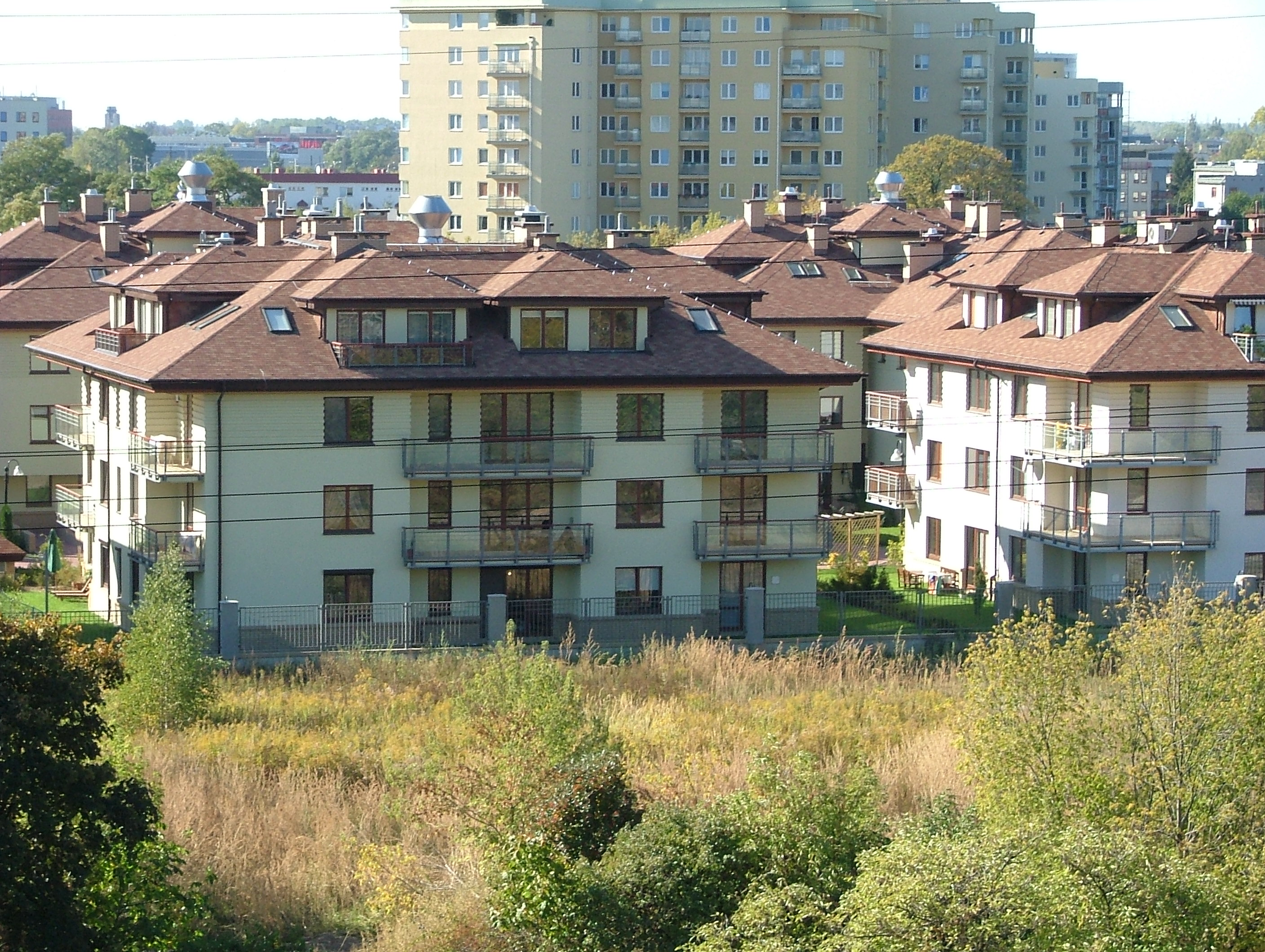
Osiedle przy ulicy Przy Parku

Wzdłuż ulicy Grójeckiej dominuje budowa wielkomiejska, podczas gdy wzdłuż ul. Włodarzewskiej zabudowa jest mniej intensywna – jednorodzinna i mała wielorodzinna. W rejonie ulicy Białobrzeskiej, Opaczewskiej, Szczęśliwickiej i Dickensa znajduje się wielorodzinna zabudowa niezrealizowanego do końca osiedla Ochota II, a bliżej Grójeckiej osiedla Szosa Krakowska, pochodząca z lat 50–60 XX w. Oba te osiedla są fragmentem założenia planistycznego ówczesnego ujęcia Rakowca jako bramy wjazdowej do Warszawy.
Zabudowa międzywojenna (kamienice i domy wielorodzinne) zachowała się lub została odbudowana wzdłuż ulicy Opaczewskiej.
Na Szczęśliwicach znajduje się osiedle Przy Parku, tzw. Chińskie Osiedle, będące jednym ze skupisk warszawskiej ludności pochodzenia chińskiego.
Wśród zabudowy wyróżnia się obszar zieleni miejskiej – Park Szczęśliwicki i Fort Szczęśliwice. W niektórych miejscach (nasypy kolejowe, zdziczałe ogrody i in.) występują obszary roślinności ruderalnej Na południe od Al. Jerozolimskich znajduje się klin nawietrzający, przy czym jego rola maleje wraz z postępującą zabudową.

### Transport

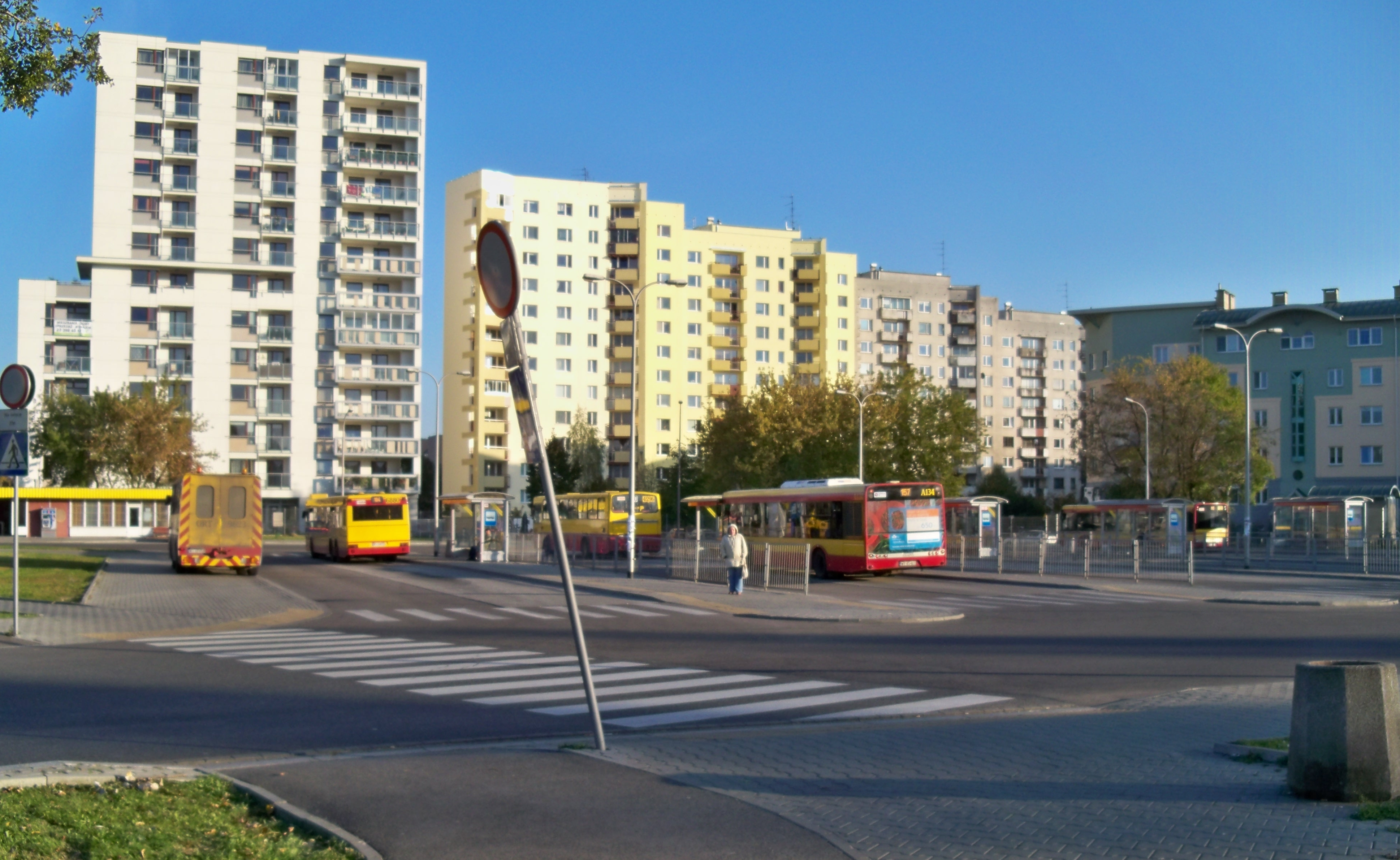
Pętla autobusowa Szczęśliwice

Szczęśliwice były od dawna określane jako związane z traktem prowadzącym z Warszawy do Radomia, a dalej Krakowa, leżąc z jego zachodniej strony. Ważnym szlakiem była również droga później nazwana ulicą Opaczewską, pełniąca również funkcję graniczną dla posiadłości rakowieckich. Sama wieś Szczęśliwice z kolei wiązała się z drogą obecnie będącą ulicą Włodarzewską.
Współczesne granice Szczęśliwic są częściowo wyznaczane przez linie kolejowe: nr 47 (linia WKD) i nr 8 (linia radomska). W granicach obszaru znajdują się przystanki Warszawa Aleje Jerozolimskie, Warszawa Aleje Jerozolimskie i Warszawa Reduta Ordona, a tuż za granicami Warszawa Rakowiec oraz dworzec Warszawa Zachodnia wraz z przystankiem Warszawa Zachodnia WKD oraz dworcem autobusowym. Kolejna granica obszaru pokrywa się z linią tramwajową biegnącą ulicą Grójecką z przystankami Bitwy Warszawskiej 1920 roku (w granicach Starej Ochoty i Rakowca), Hale Banacha, Dickensa, Korotyńskiego i PKP Rakowiec. Na terenie Szczęśliwic przebiegają również linie autobusowe, m.in. ulicami Grójecką, Dickensa, Szczęśliwicką, Bitwy Warszawskiej 1920 r., Białobrzeską, Opaczewską, Włodarzewską (jednokierunkowo) i Alejami Jerozolimskimi. U zbiegu ul. Dickensa i Szczęśliwickiej znajduje się pętla autobusowa Szczęśliwice. Numery linii i ich dokładny przebieg jest zmienny. Na terenie osiedla znajduje się też kilka stacji Veturilo.
Zarządowi Dróg Miejskich podlegają następujące ulice na terenie Szczęśliwic:
- Aleja Prymasa Tysiąclecia
- Aleje Jerozolimskie
- Białobrzeska
- Bitwy Warszawskiej 1920 r.
- Dickensa
- Drawska
- Grójecka
- Szczęśliwicka
- Śmigłowca

(ulica Korotyńskiego podlega ZDM dopiero na obszarze Rakowca, a ulica Mszczonowska na Woli).
Aleje Jerozolimskie i al. Prymasa Tysiąclecia biegnące przez Szczęśliwice są odcinkiem drogi krajowej nr 8 (jednocześnie europejskiej trasy E67). Mają one status dróg głównych ruchu przyspieszonego. Ulica Grójecka jest odcinkiem drogi wojewódzkiej nr 631 o klasie drogi głównej. Wzdłuż torów linii radomskiej planowany jest odcinek warszawskiej trasy N-S.

### Parafie rzymskokatolickie

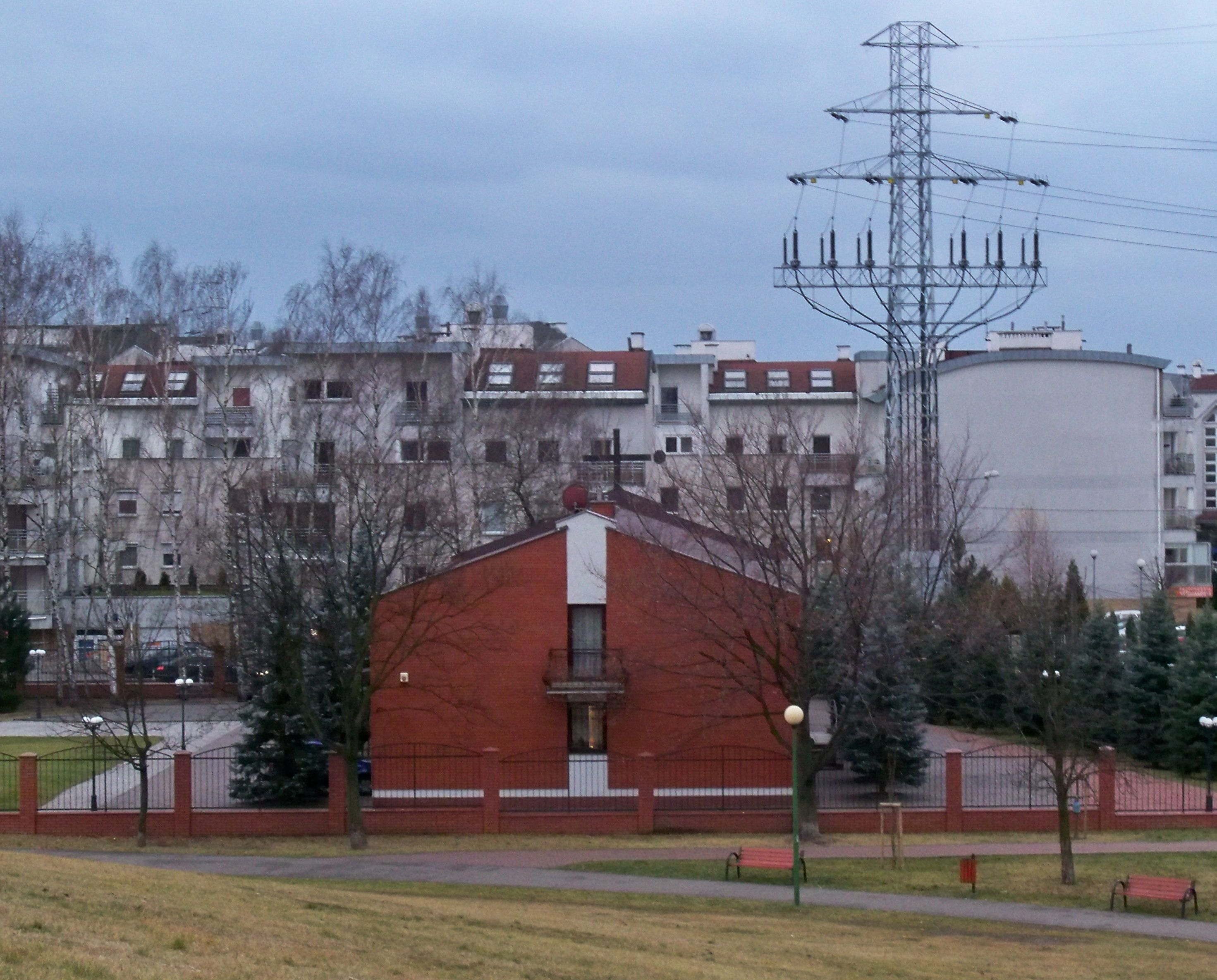
Kościół św. Grzegorza, w tle osiedle spółdzielni Włodarzewska II

W strukturach Kościoła katolickiego obszar Szczęśliwic leży na terenie parafii Najświętszej Maryi Panny Królowej Świata na Ochocie z siedzibą na ul. Opaczewskiej 20 oraz parafii św. Grzegorza Wielkiego na Szczęśliwicach z siedzibą na ul. Włodarzewskiej 54. Granica między nimi przebiega Alejami Jerozolimskimi i ulicami Mierzejewskiego, Drawską, Dickensa, Urbanistów i Korotyńskiego. Niewielki fragment, między ul. Geodetów a Grójecką, leży na obszarze parafii Opatrzności Bożej na Rakowcu. Wszystkie one należą do dekanatu ochockiego.

## Ważniejsze obiekty

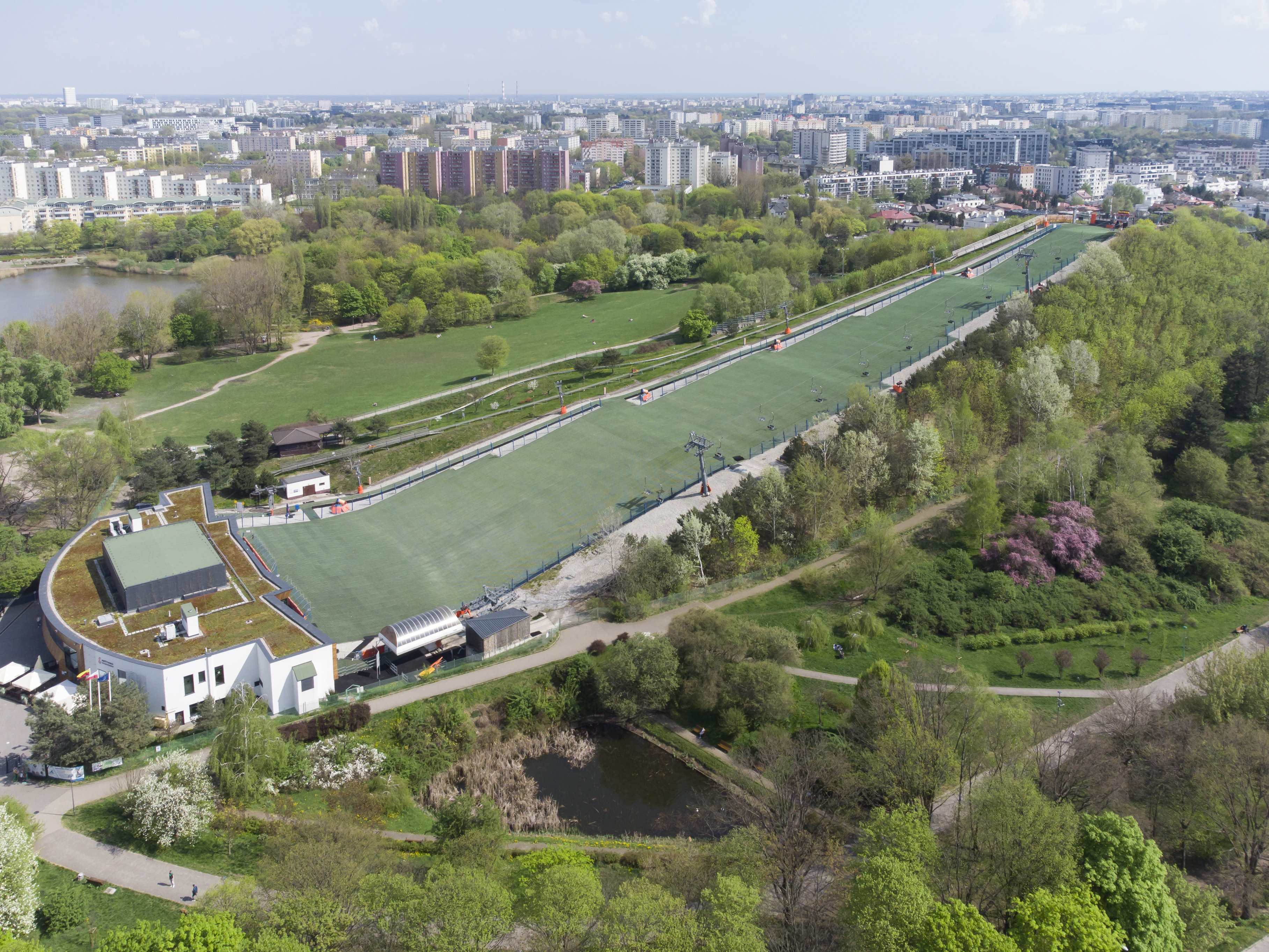
Park Szczęśliwicki, całoroczny stok narciarski

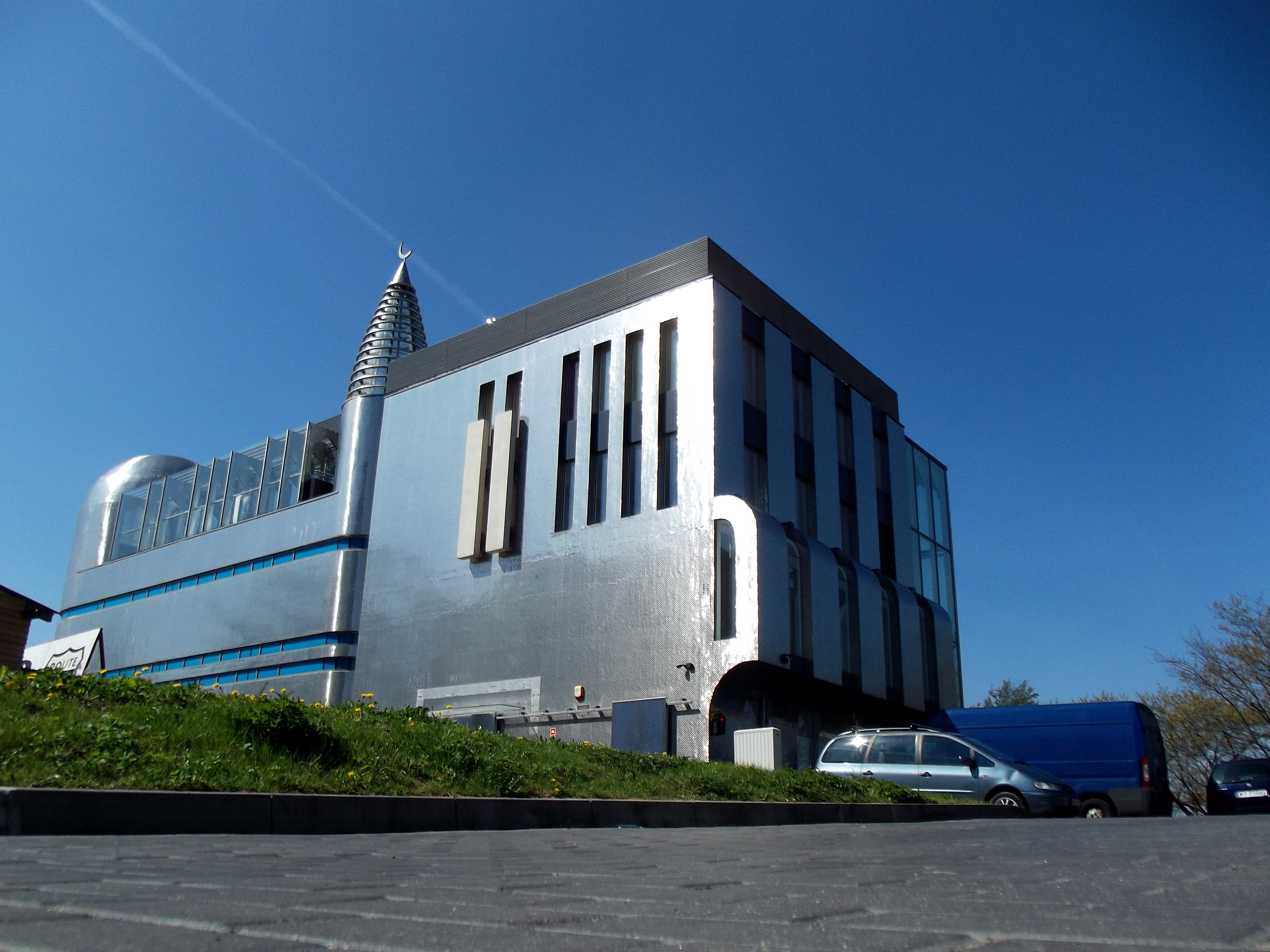
Meczet przy ul. Żwirowej

Na terenie obszaru MSI Szczęśliwice znajdują się m.in.:
- komenda rejonowa Policji (ul. Opaczewska 8) obejmująca Ochotę, Włochy i Ursus
- centra handlowe
  - centrum handlowe Blue City
  - centrum handlowe Atrium Reduta
- Uczelnia Korczaka
- Park Szczęśliwicki z Górką Szczęśliwicką z wyciągami orczykowym, krzesełkowym i kolejką grawitacyjną oraz kompleksem basenów
- Park Opaczewski (skwer Dobrego Maharadży)
- stanowisko tzw. Reduty Ordona i jej pomnik[26]
- część pomnika Barykada Września[26]
- dwa głazy pamiątkowe przy rondzie Zesłańców Syberyjskich upamiętniające zesłańców na Syberię i załogę zestrzelonego bombowca alianckiego[26]
- pomnik poświęcony macierzyństwu[26]
- tablice upamiętniające słynnych mieszkańców i ofiary II wojny światowej (przy czym w granicach obszaru MSI Szczęśliwice nie ma tablic Tchorka)[26]
- rzeźba uliczna „Pęd” Pawła Stręka przed Zespołem Szkół Samochodowych i Licealnych Nr 1 (upamiętniająca 90-cie szkoły samochodowej[27])
- Ośrodek Kultury Muzułmańskiej
- przystanki WKD Warszawa Reduta Ordona i Warszawa Aleje Jerozolimskie
- przystanek kolejowy Warszawa Aleje Jerozolimskie

Wzdłuż północnej pierzei ul. Opaczewskiej zachowały się lub zostały odbudowane niektóre domy pochodzące z dwudziestolecia międzywojennego. Większość z nich wybudowano w latach 30. (np. Dom Wojskowy z numerem ul. Grójecka 104 leżący pomiędzy dwiema nitkami ul. Opaczewskiej), natomiast z lat 20. pochodzą kamienica F. Szeflera (Opaczewska 26), dom spółdzielni „Ognisko Domowe” (Opaczewska 28) i kamienica Dłuskich (Opaczewska 34).

### Obiekty wpisane do rejestru zabytków
- Dzieło fortyfikacyjne nr 54 (reduta) – pozostałość po umocnieniach obronnych Warszawy, miejsce walk stoczonych 6 września 1831 roku w czasie Powstania Listopadowego (29 listopada 1830 – październik 1831), czyli tzw. Reduta Ordona[28]

### Obiekty wpisane do ewidencji zabytków[29]
- kamienica przy ul. Grójeckiej 184 z ok. 1930 r.
- willa przy ul. Nowoberesteckiej 10 z lat 30. XX w.
- budynek technikum kolejowego przy ul. Szczęśliwickiej 56 z lat 1950–1960
- Fort Szczęśliwice przy ul. Śmigłowca z 1886 r.